# Futebol Clube Castrense
El FC Castrense es un equipo de fútbol de Portugal que juega en la Primera División de Beja, la cuarta categoría de fútbol en el país.

## Historia
Fue fundado el 28 de septiembre de 1953 en la ciudad de Castro Verde del distrito de Beja y han pasado la mayor parte de su historia en las ligas distritales, logrando ascender a la desaparecida Tercera División de Portugal por primera vez en la temporada 2004/05, en la cual participó en tres temporadas.
Consiguió el ascenso al Campeonato Nacional de Seniores por primera vez para la temporada 2015/16 luego de ganar el título distrital en la temporada 2014/15.

## Palmarés
- Primera División de Beja: 4

2004/05, 2007/08, 2014/15, 2016/17